# Amida
Amida (עמידה, stående) eller Shmoneh Esre (שמונה עשרה, attenbønnen) er en jødisk bøn, der oprindelig bestod af 18 lovsigelser, men senere blev en ekstra lovsigelse (Birkat hamminim) tilføjet, så der i alt er 19. På grund af dens centrale placering i den jødiske liturgi kaldes den også nogle gange bare Tefilla (bønnen). Amida siges tre gange dagligt af observante jødiske mænd, to gange af kvinder. Amida siges dog 4-5 gange på helligdage og den ugentlige sabbat. På helligdage og på sabbaten er bønnen en smule anderledes og kortere end på hverdage, da her siges der kun 7 lovsigelser. Til hverdage består Amida af 19 forskellige mindre lovsigelser. Disse er følgende:
1)Avot – En lovprisning af den jødiske Gud. Abraham, Isak og Jakobs Gud.
2)Gevurot – Her nævnes det hvor stor og mægtig Gud er.
3)Kedushat Hashem – Lovprisning af Guds hellighed.
4)Binah – Bøn om forståelse og klogskab.
5)Teshuva – En bøn om at alle jøder vil vende tilbage til Gud og overholde Toraen. 
6)Selicha – En bøn om tilgivelse.
7)Geula – Lovpriser Gud for at være Israels frelser.
8)Refua – En bøn om helbredelse.
9)Birkat Hashanim – En bøn om at Gud skal gøre jorden frugtbar.
10)Galujjot – En bøn om at Gud bringer jøderne tilbage til Israels land.
11)Birkat Hadin – En bøn om genindsættelse af Sanhedrinet.
12)Birkat Hamminim – En bøn om udslettelse af grupper, der vha. løgn og bagvaskelse bekæmper jøder.
13)Tzaddikim – En bøn om at Gud viser sin barmhjertighed for de retfærdige og støtter dem.
14)Jerushalaim – En bøn om genopbyggelsen af Jerusalem.
15)Birkat David – En bøn om at Gud vil bringe messias.
16)Tefilla – En bøn om at Gud vil acceptere ens bønner.
17)Avoda – En bøn om at kunne bring ofringer til Gud ved det kommende tempel – akkurat som dengang 
templet stod.
18)Hoda’a – En bøn der takker Gud for livet, sjælen og for alle de mirakler, som hele tiden finder 
sted, uden at vi lægger mærke til dem. 
19)Birkat Kohanim – En bøn for fred, godhed og velsignelse. 
Om morgenen siges Amida for voksne mænds vedkommende med tefillin og tallit på.
Bønnen siges desuden stille, helst så ingen andre kan høre den.